# Tsangyang Gyatso
Tsangyang Gyatso (Tawang Town, 1 de março de 1683 – Chingai, 15 de novembro de 1706), foi o 6.º Dalai-lama do Tibete. 

## Vida
Ele era um Dalai Lama não convencional que preferia um estilo de vida libertino ao de um monge ordenado. Seu regente foi morto antes de ser sequestrado por Lha-bzang Cã do Canato Coxute e desaparecer.
A morte do 5º Dalai Lama permaneceu oculta por muitos anos. O 6º Dalai Lama nasceu no que os tibetanos chamam de "Monyul" no Mosteiro de Urgelling, no atual distrito de Tawang, Arunachal Pradesh, Índia. Ele foi localizado com 13 ou 14 anos de idade. Quando jovem, ele mostrou altos níveis de inteligência com pontos de vista não convencionais. Mais tarde, vivendo como praticante leigo e iogue, ele deixou o cabelo crescer, vestiu-se como um tibetano comum e dizia-se que também bebia álcool e aceitava a companhia de mulheres.
Durante uma luta pelo poder entre o Tibete, os mongóis e a China Qing em Lhasa, o regente do Dalai Lama foi morto. Posteriormente, o Dalai Lama foi sequestrado pelas forças mongóis e depois desapareceu em Amdo, e presumivelmente foi assassinado, a caminho de Pequim em 1706.
O 6º Dalai Lama também é conhecido por seus poemas e canções que continuam a ser populares não apenas no Tibete moderno, mas também entre as comunidades de língua tibetana no Nepal, na Índia e em toda a China.